# Todea
Todea é um pequeno género de pteridófitos, da família Osmundaceae, de que se conhecem apenas duas espécies extantes. As espécies do género Todea, como as dos género Leptopteris', distinguem-se das outras espécies de Osmundaceae pelo facto de os esporângios nascerem em pínulas laminares.

## Descrição
As espécies do género Todea apresentam um espique sub-ereto e frondes grossas, pinadas. Os numerosos esporângios são grandes, localizados na parte inferior das lâminas foliares, sem estarem dispostos em soros ou cobertos por um indúsio.

## Espécies
Apenas duas espécies existentes são atualmente reconhecidas:
- Todea barbara L., conhecido como feto-rei, é nativo da África do Sul, Nova Zelândia e Austrália;
- Todea papuana H., conhecida apenas da Papua Nova Guiné.

Até agora, o registo fóssil do género Todea consiste apenas no rizoma permineralizado Todea tidwellii do Cretáceo Inferior da ilha de Vancouver, Canadá, e na espécie Todea amissa, conhecida do Eoceno da Patagónia, Argentina. Todea minutacaulis também foi descrito no registo fóssil do Cretáceo Inferior da ilha de Vancouver e representa o primeiro fóssil de pteridófito com esporos anatomicamente preservado do registo fóssil.  